# Andriivka, Oleksandria
Andriivka (în ucraineană Андріївка) este localitatea de reședință a comunei Andriivka din raionul Oleksandria, regiunea Kirovohrad, Ucraina.

## Demografie
Componența lingvistică a localității Andriivka
     Ucraineană (90,21%)
     Rusă (8,39%)
     Alte limbi (0,7%)
Conform recensământului din 2001, majoritatea populației localității Andriivka era vorbitoare de ucraineană (90,21%), existând în minoritate și vorbitori de rusă (8,39%).